# 王賓 (明朝醫學家)

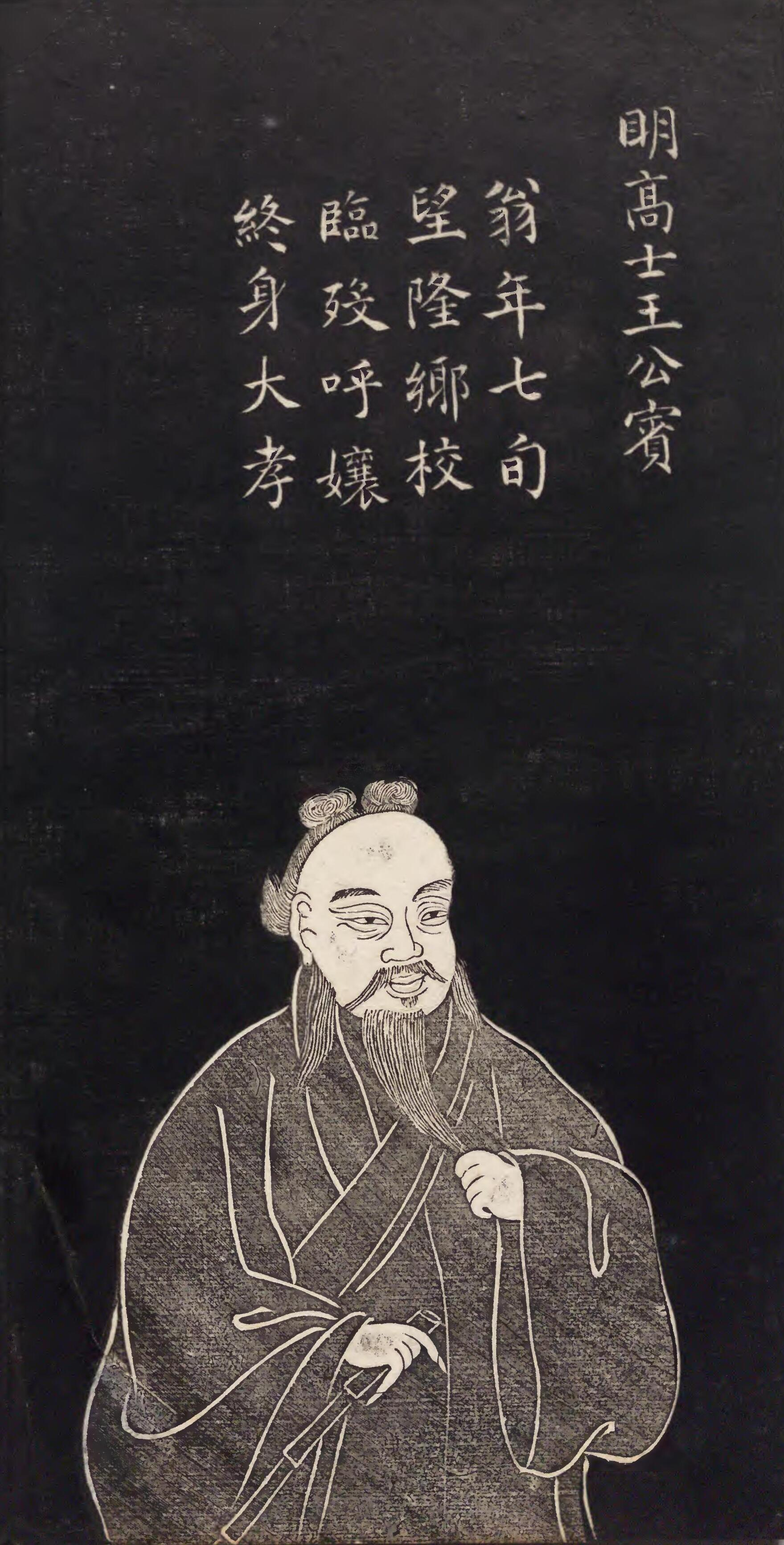
王賓

王賓（?—?），字仲光，號光庵，南直隶苏州府（今江蘇省蘇州市）人，明朝医学家。

## 生平
與金華名醫戴元禮有往來，遂學醫於戴思恭，原禮告訴他：“熟讀《素問》”，三年後，醫術大進。戴原禮有《彥修醫案》十卷，秘不肯授仲光。仲光私下偷偷學習。
有弟子盛寅、韓有。